# Zhang Jie
Zhang Jie (Changle, 26 de agosto de 1987) é um halterofilista chinês.
Zhang definiu um recorde mundial no Campeonato Asiático de Halterofilismo em 2008 — 326 kg no total combinado (147 no arranque + 179 no arremesso), na categoria até 62 kg.

## Quadro de resultados
Principais resultados de Zhang Jie:
| Ano  | Posição | Competição                          | Classe de peso | Marca            | Ref.        |
| 2005 | 1.      | Campeonato asiático em Dubai        | –62 kg         | 295 kg (132+163) | [ 3 ]       |
| 2006 | 1.      | 9. Campeonato Mundial Universitário | –62 kg         | 290 kg (130+160) | [ 1 ]       |
| 2007 | 1.      | Campeonato mundial júnior em Praga  | –62 kg         | 306 kg (133+170) | [ 3 ] [ 1 ] |
| 2008 | 1.      | Campeonato asiático em Kanazawa     | –62 kg         | 326 kg (147+179) | [ 3 ] [ 1 ] |
| 2010 | 2.      | Campeonato mundial em Antália       | –62 kg         | 315 kg (141+174) | [ 3 ] [ 1 ] |
| 2010 | 1.      | Jogos Asiáticos em Cantão           | -62 kg         | 321 kg (145+176) | [ 3 ] [ 1 ] |
| 2011 | 2.      | China IWF Grand Prix em Fujian      | –69 kg         | 320 kg (145+175) | [ 1 ]       |
| 2011 | 1.      | Campeonato asiático em Tongling     | –62 kg         | 317 kg (147+170) | [ 3 ] [ 1 ] |
| 2011 | 1.      | Campeonato mundial em Paris         | –62 kg         | 321 kg (145+176) | [ 3 ] [ 1 ] |
| 2012 | 4.      | Jogos Olímpicos em Londres          | –62 kg         | 314 kg (140+174) | [ 3 ] [ 1 ] |